# Mark Pellington
Mark Pellington (* 17. März 1962 in Baltimore, Maryland) ist ein US-amerikanischer Regisseur von Filmen und Musikvideos.

## Leben
Pellingtons Vater ist der 1994 an Alzheimer gestorbene Baltimore-Colts-Footballspieler Bill Pellington. Mark Pellington wuchs in Brooklandville, Maryland auf. Später besuchte er die University of Virginia, wo er einen Abschluss in Rhetorik erhielt. Seine Frau Jennifer Barrett Pellington verstarb 2004. Bei einigen seiner Filme war sie als Kostümbildnerin tätig gewesen.

## Karriere
Sein erstes Werk war der Kurzfilm Words in your Face mit KRS-One, John Leguizamo und Henry Rollins. Es folgten verschiedene Musikvideos, unter anderem für Nine Inch Nails, Alice in Chains, INXS und Bon Jovi. Für das kontroverse Video zu Jeremy von Pearl Jam erhielt Pellington einen MTV Video Music Award. Für das Whale-Video Hobo Humpin' Slobo Babe gab es 1994 den MTV Europe Music Award.
1995 arbeitete er für United States of Poetry, einer Gedichtvisualisierung, unter anderem mit Lou Reed, Leonard Cohen und Johnny Depp zusammen.
Für seinen ersten Kinofilm Der lange Weg der Leidenschaft (OT: Going All the Way) wurde er 1997 beim Sundance Festival für den großen Preis der Jury nominiert. Ein größeres Publikum und viel Zuspruch unter Kritikern erreichte 1999 sein Film Arlington Road mit Tim Robbins und Jeff Bridges in den Hauptrollen. 2002 folgte der Thriller Die Mothman Prophezeiungen, bei dem Richard Gere mitwirkte.
2003 war er neben Michael Moore, Jack Black und einer Reihe weiterer Kritiker des damaligen US-Präsidenten George W. Bush einer der Juroren des Kurzfilmwettbewerbs Bush in 30 seconds, bei dem es darum ging, in 30 Sekunden darzustellen, warum Bush für sein Amt nicht geeignet sei.
Auch als Schauspieler war er tätig: In den Filmen Almost Famous – Fast berühmt und Jerry Maguire seines Freundes Cameron Crowe ist Pellington mit Cameos vertreten. In Die Mothman Prophezeiungen ist er als Barkeeper zu sehen.

## Werke

### Filme
- 1997: Der lange Weg der Leidenschaft (Going all the way)
- 1997: Destination Anywhere
- 1999: Arlington Road
- 2002: Die Mothman Prophezeiungen (The Mothman Prophecies)
- 2008: Henry Poole Is Here
- 2011: I Melt with You
- 2017: Zu guter Letzt (The Last Word)

### Musikvideos (Auswahl)
- 1992: Jeremy (Pearl Jam)
- 1992: One (U2)
- 1993: Rooster (Alice in Chains)
- 1993: Black Lodge (Anthrax)
- 1995: 74-75 (The Connells)
- 1995: Tomorrow (Silverchair)
- 1997: Midnight in Chelsea (Bon Jovi)
- 1999: We’re in This Together (Nine Inch Nails)
- 2002: Do You Realize?? (The Flaming Lips)
- 2002: Lonesome Day (Bruce Springsteen)
- 2003: Gravedigger (Dave Matthews)
- 2005: Best of You (Foo Fighters)
- 2010: Hold My Hand (Michael Jackson)
- 2010: Laredo (Band of Horses)
- 2010: Infinite Arms (Band of Horses)
- 2014: Final Masquerade (Linkin Park)
- 2017: Tell Me You Love Me (Demi Lovato)
- 2018: Next To Me (Imagine Dragons)